# Lucio Giunio Anneo Gallione
Lucio Giunio Anneo Novato, detto Gallione (Cordova, 5 a.C. ca. – Roma, 66 circa), è stato un politico e retore romano, fratello maggiore di Lucio Anneo Seneca e di Marco Anneo Mela, a sua volta padre del poeta Lucano.

## Biografia
Lucio Anneo Novato era stato adottato, secondo l'uso romano, da Giunio Gallione: un amico del padre, e retore anch'egli, per cui assunse il nome di Lucio Giunio Gallione Anneano. A lui, il fratello Lucio dedica il componimento "De ira" e il "De vita beata": (Vivere, Gallio frater, omnes beate volunt...). Sempre Seneca parla di lui nelle Quaestiones Naturales (IV, Praef. 9 ss.) elogiandone le qualità umane e descrivendolo come una persona dolce e universalmente amata.
Favorito nella carriera in quanto figlio adottivo del senatore Giunio Gallione, si dedicò alla politica, entrando nel Senato e diventando proconsole della provincia di Acaia, con capitale Corinto, quando a Roma era imperatore Claudio.
Non appena insediatosi a Corinto, Lucio Giunio Gallione si trovò a dover giudicare Paolo di Tarso, portato in tribunale da Sostene, capo della locale comunità ebraica (At 18,12-17). Gallione, interpretando la liberalità di Roma nelle questioni religiose si rifiutò di emettere una sentenza. La sua presenza a Corinto viene provata dalla Iscrizione di Delfi, una tavola ridotta in frammenti che venne rinvenuta appunto a Delfi nel corso di scavi condotti dalla Scuola Francese di Atene fra il 1892 e il 1905.
La lista dei titoli dell'imperatore Claudio estesa nella tavola:
permette di datare il proconsolato di Gallione all'anno 51 o al 52 e di determinare, quindi una datazione negli spostamenti di Paolo di Tarso. Inoltre il fatto di essere stato nominato "Proconsole" come afferma l'evangelista Luca offre un aiuto alla credibilità dell'evangelista stesso, l'unico che usi per il proconsole questo titolo.
Secondo Seneca (Epist. 104) dovette ritornare precipitosamente a Roma a causa di forti febbri.
La morte dell'imperatore Claudio e la salita al trono di Nerone furono causa del grande cambiamento del corso della sua vita. Accanto al fratello, nominato precettore del giovane imperatore, finì con lui invischiato nella congiura dei Pisoni. Secondo Tacito, Nerone convocato il Senato emise un editto per raccogliere tutte le denunce e, in Senato
(Publio Cornelio Tacito, Annali, XV, 73, Rizzoli, Milano, trad.: B. Ceva)
Si ignorano la forma e l'anno della morte di Gallione, che viene in genere posta, come probabile suicida, fra il 65 e il 66. Il 6 giugno 68 Nerone sarebbe scomparso, suicida, dalla scena politica di Roma.